# Saint-Aubin-du-Désert
Saint-Aubin-du-Désert là một xã của tỉnh Mayenne, thuộc vùng Pays de la Loire, tây bắc nước Pháp.